# Bush (fiume)
Il fiume Bush (An Bhuais in gaelico) scorre nella contea di Antrim, in Irlanda del Nord. Le sorgenti si trovano presso le colline di Antrim a 480 metri sul livello del mare e da lì il fiume scorre verso nord-ovest fino alla città di Armoy. Da qui prosegue verso Ovest, passando verso Stranocum, e poi continua verso Nord, passando per Bushmills, prima di sfociare nell'oceano presso Portballintrae, sulla costa settentrionale di Antrim. Scorre attraverso un'area molto fertile, caratterizzata da ampi prati verdi e adibita al pascolo. Solo una piccola fetta di territorio è coltivata. Il letto del fiume è costituito da basalto e l'acqua ha un alto contenuto di magnesio. Le acque più pure sono popolate da salmoni e trote e l'acqua del suo affluente Saint Columb's Rill è impiegata dalla Old Bushmills Distillery nella produzione del famoso whiskey locale.